# ثيلما باين
ثيلما باين (بالإنجليزية: Thelma Payne)‏ هي غطاسة أمريكية، ولدت في 18 يوليو 1896 في سايلم في الولايات المتحدة، وتوفيت في 7 سبتمبر 1988 في لاغونا نيغويل في الولايات المتحدة.

## وصلات خارجية
- ثيلما باين على موقع اللجنة الأولمبية الدولية (الإنجليزية)
- ثيلما باين على موقع أوليمبيديا (الإنجليزية)